# Malthodes furthi
Malthodes furthi is een keversoort uit de familie soldaatjes (Cantharidae). De wetenschappelijke naam van de soort werd in 1994 gepubliceerd door Svihla.